# Hauklaran
Hauklaran is een bestuurslaag in het regentschap Belu van de provincie Oost-Nusa Tenggara, Indonesië. Hauklaran telt 1235 inwoners (volkstelling 2010).